# 기요타니촌
기요타니촌(일본어: 清渓村)은 일본 오사카부 시마시모군·미시마군에 설치되었던 촌이다. 현재의 이바라키시 북서부 및 도요노군 도요노정 일부에 해당한다.

## 역사
- 1889년 4월 1일 - 정촌제 시행에 의해 시마시모군 기요타니촌이 성립하였다.
- 1896년 4월 1일 - 미시마군이 성립하여 소속이 변경되었다.
- 1955년 4월 3일 - 이바라키시에 편입해, 동일 기요타니촌은 폐지되었다.

## 참고문헌
- 角川日本地名大辞典 27 大阪府